# (11868) Kleinrichert
(11868) Kleinrichert (1989 TY) – planetoida z pasa głównego asteroid okrążająca Słońce w ciągu 5,15 lat w średniej odległości 2,98 j.a. Odkryta 2 października 1989 roku.